# مقابر الأنفوشي

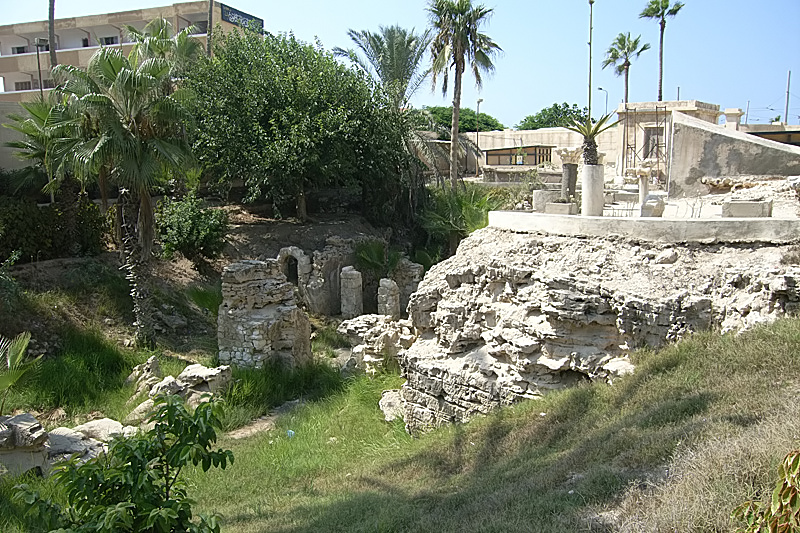

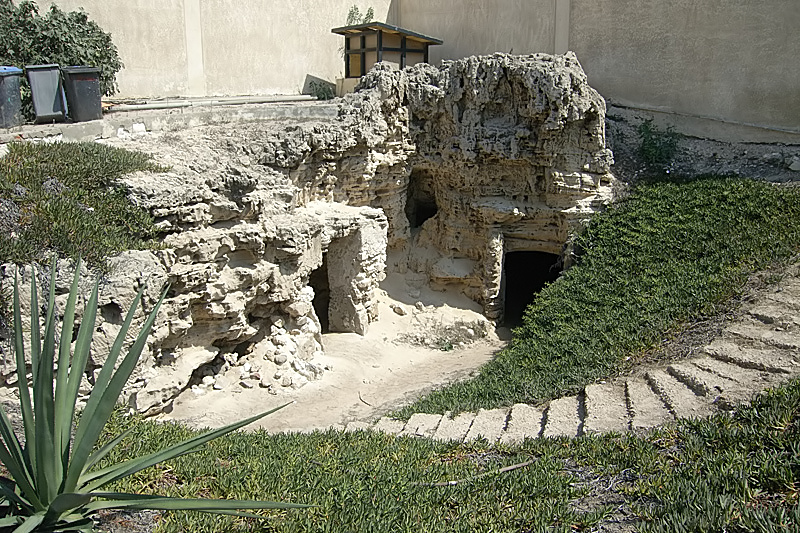

مقابر الأنفوشي بالإسكندرية اكتشفت سنة 1901 وتضم خمسة مقابر، وترجع للعصر البطلمي وبداية العصر الروماني.